# Flavien Belson
Flavien Belson (Sainte-Adresse, 22 febbraio 1987) è un ex calciatore francese, di ruolo centrocampista.